# I. Szelim Giráj krími kán
I. Szelim Giráj (1631. – 1704 decembere) krími tatár kán négy alkalommal.

## Első uralkodása
Szelim I. Bahadir kán fia volt. Jó neveltetést kapott, egyaránt képzett volt a teológiában és jogtudományban és több nyelven beszélt. Tehetséges politikus volt, népszerű volt a tatár köznép és az arisztokrácia körében is.
1671-ben a szultán kinevezte a kegyvesztett Adil Giráj kán helyére. A kán megújította az Adil kán által megkötött szövetséget a zaporozsjei kozákok hetmanjával, Petro Dorosenkóval, aki mind az oroszok, mind a lengyelek ellen küzdött és így kénytelen volt délen, a tatároknál és törököknél szövetségest keresni. A sikeres lengyel támadások miatt előbb a krímiek, majd az oszmánok is hadba szálltak, és hamarosan kitört a lengyel-török háború. Szelim fiaival együtt csatlakozott a török fősereghez, amely elfoglalta Kamieniec Podolskit és Lwówot. Szelim csapatai végigdúlták Volhíniát és Pokutiát, de mikor zsákmánnyal megrakodva át akartak kelni a Dnyeszteren, rajtuk ütött Sobieski János és a tatárok a zsákmányt hátrahagyva elmenekültek. A lengyel király ezután békét kért és elfogadta szinte egész Ukrajna elvesztését (részben direkt török uralom, részben vazallus kozák fennhatóság alá kerülve), amit viszont a szejm nem ratifikált, így a háború kiújúlt.

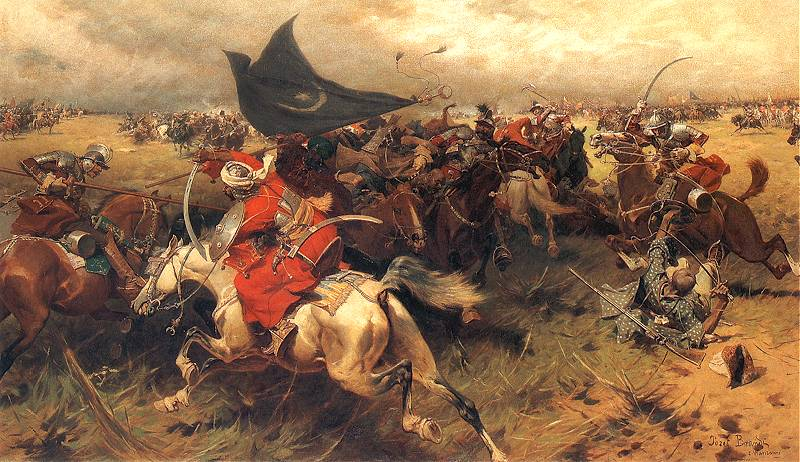
Harc a török zászlóért. Józef Brandt festménye (1905).

1672-ben a velenceiek újra fel akarták venni a kereskedelmi kapcsolatot a Krímmel, de a szultán írásos engedélye ellenére hajóikat Isztambulban feltartóztatták a vámhivatalnokok.

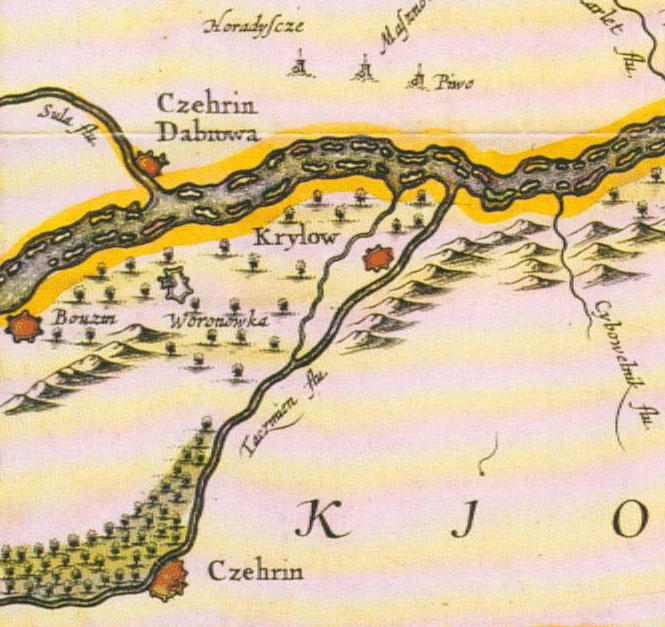
Csihirin 1663-ban.

1674-ben az oroszok támadtak rá a Dorosenko vezette jobbparti Ukrajnára. A hetman a tatároktól kért segítséget és miután az oroszokat visszaszorították, kegyetlenül végigpusztították az orosz fennhatóság alá eső, a Dnyeper bal partján elhúzódó ukrán földeket. Egész falvakat mészároltak le, a nőket és gyerekeket a tatárok hurcolták el rabszolgának. A dúlás miatt a kozákok elpártoltak Dorosenkótól, aki 1676-ban megadta magát az oroszoknak. A szultán Bohdan Hmelnyickij fogságban tartott fiát nevezte ki hetmannak és negyvenezres török-tatár sereget küldött hogy beléptessék hivatalába, valamint hogy visszafoglalják az oroszoktól Csihirin városát. Az ostrom balul sült el, az oroszok ellentámadásától megriadt tatárok fejvesztve menekültek. A feldühödött szultán megfosztotta címétől a török fővezért és Szelim kánt is. Helyére Murád Girájt nevezte ki.

## Második uralkodása
Miután Bécs sikertelen ostroma után a szultán leváltotta Murádot, majd nem sokkal később a helyére kinevezett II. Hadzsit is, 1684-ben újból Szelimet tette meg krími kánnak. Az Oszmán Birodalom és szövetségesei nehéz helyzetben voltak, a Habsburgok támadása alatt összeomlott a védelmük Magyarországon és az osztrákok már Belgrádot ostromolták. A Krími kánságtól északra is kedvezőtlenebbre fordult a helyzet. Azelőtt az egymással állandó viaskodó lengyelek, kozákok és oroszok nem gondolhattak dél felé irányuló invázióra és állandó lehetőséget biztosítottak a fosztogatásra. Ám 1686-ban a lengyelek és oroszok „örökös békét” kötöttek és elosztották egymás között Ukrajnát és a tatárok egy agresszívan terjeszkedő nagyhatalom szomszédai lettek. Már 1687-ben hatalmas orosz sereg indult meg a Krím ellen Vaszilij Golicin herceg vezetésével. Ám szervezési hibák és a tatárok felperzselt föld-taktikája következtében kénytelenek voltak visszafordulni. 1689-ben a támadás megismétlődött. A jobb logisztikai támogatás ellenére, a tatárok ellentámadásai, a vízhiány és a felégetett sztyeppe (így a lovak nem jutottak táplálékhoz) miatt ez a hadjárat is kudarcot vallott. Az orosz háború ellenére a szultán követelte a kán és a tatár segédcsapatok jelenlétét a balkáni fronton is, ahol az első osztrák sikerek után a háború kiegyenlítettebben folyt, ám hatalmas erőfeszítéseket követelt. Ezek után mikor egyik fia is meghalt, Szelim kán 1691-ben lemondott tisztségéről és mekkai zarándoklatra indult. Helyét III. Szadet Giráj vette át.

## Harmadik uralkodása

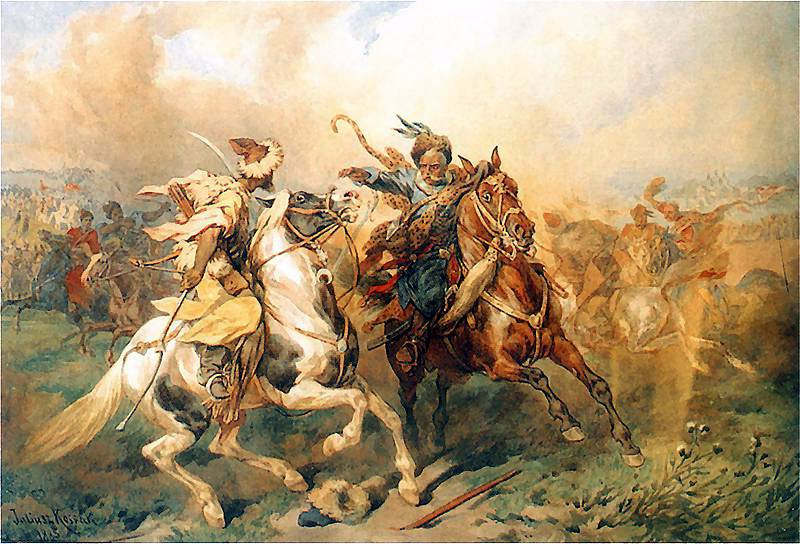

Az új kán képtelen volt a kánság helyzetét kezelni és pár hónap után leváltották, csak úgy mint utódát, Szafa Girájt. A szultán visszahívta Szelimet, aki nem sokkal ezután már az osztrákok által ostromolt Belgrád felmentésére indult. 1695-ben újból Szerbiába parancsolták, ahol az általa vezetett tatárok segítettek Nis, Pétervárad és Lugos elfoglalásában és jelen volt Lippa ostrománál, ahol a lugosi csatában a híres császári hadvezér, Veterani tábornok, Erdély hadparancsnoka is elesett.
Eközben északon a harcok a kölcsönös portyázásokban merültek ki, a kozákok többször végigpusztították Ocsakov környékét, míg a tatárok egészen Poltaváig dúlták Ukrajnát. 1695-ben I. Péter orosz cár személyesen vezette a hadjáratát Azov elfoglalására, ám a tatárok bátor kirohanása után az oroszok elvesztették tüzérségük nagy részét és visszavonultak (orosz források szerint egy áruló szegezte be az ágyúkat). A következő évben Péter cár visszatért és a nyugati tanácsadókkal és ágyúkkal, kalmük segédcsapatokkal megerősített serege újból ostrom alá vette Azovot. A török védők megadták magukat és az oroszok a további hódítások hídfőjévé építették ki a várat. A tatárok próbálták zavarni az erőkoncentrációt és török segítséget is kértek, de az oszmánok flottája megelégedett annyival, hogy megpróbálta lefizetni egy kisebb orosz erőd parancsnokát, – sikertelenül. 
Szelim Isztambulba utazott, hogy több segítséget kapjon az oroszok ellen, ám nem járt sikerrel és 1698-ban újból lemondott hivataláról. Helyette legidősebb fia, II. Devlet Giráj lett a kán.

## Negyedik uralkodása
II. Devlet az oroszokkal kötött béke után is állandóan oroszellenes figyelmeztetésekkel és kérésekkel zaklatta a szultánt, aki ezt egy idő után megelégelte és ismét az idős I. Szelimet tette meg krími kánnak. Szelim utolsó uralkodása nagyobb események nélkül zajlott, ám az oroszok folyamatosan erősítették a déli határukat és tengeri kijáratukat, új erődöt építettek Taganrognál és Kamjenszkánál.
I. Szelim 1704-ben halt meg.
Rendkívül népszerű volt mind a Krímen mind Törökországban, a janicsárok egyszer még a szultán trónját is felajánlották neki, amit visszautasított. A harcokban hősiesen helytállt, ezenkívül tehetséges államférfi, történetíró és költő is volt; ő volt a krími tatárok egyik legnagyobb vezetője. Halála után (III. Devlet kivételével) csak az utódai ültek a kánság trónjára.